# Верхня Волманга
Верхня Волманга́ (рос. Верхняя Волманга) — селище у складі Опарінського району Кіровської області, Росія. Входить до складу Стрільського сільського поселення.
Населення становить 201 особа (2010, 344 у 2002).
Національний склад станом на 2002 рік — росіяни 96 %.